# Jack Bond (zapaśnik)
Jack Bond (ur. 13 czerwca 1988, zm. 21 grudnia 2013) – kanadyjski zapaśnik. Brązowy medalista mistrzostw panamerykańskich w 2012. Drugi na igrzyskach Wspólnoty Narodów w 2010 roku.